# LASK
Linzer Athletik-Sport-Klub (také známý jako Linzer ASK) je rakouský fotbalový klub sídlící v Linci. Soutěží v Bundeslize, nejvyšší úrovni rakouského fotbalu, a své domácí zápasy hraje v Raiffeisen Areně.
Klub byl založen roku 1908 a klubové barvy jsou černá a bílá.

## Trofeje
- Rakouská Bundesliga (1×)[1]
  - 1964/65
- Rakouský Pohár (1×)[2]
  - 1964/65